# Arcs de Parry
Les arcs de Parry appartiennent à une classe de halos se manifestant comme des arcs faiblement colorés au-dessus et au-dessous du Soleil. Ils sont créés par la réfraction de la lumière par des cristaux de glace à orientation préférentielle. Par conséquent, leur observation est plus rare que pour d'autres halos produits par des cristaux orientés de façon aléatoire. Les arcs de Parry peuvent être confondus avec les arcs tangents supérieurs, les arcs de Lowitz et les arcs à courbure inhabituelle produits par des cristaux pyramidaux. 

## Description

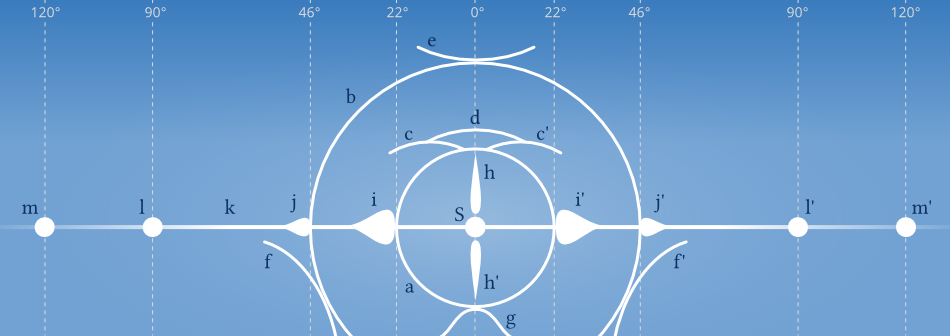
Représentation plane des principaux types de halos solaires où (c, c') sont les arcs tangents supérieurs, (d) est l'arc supérieur de Parry, (e) est l'arc circumzénithal et (g) est l'arc tangent inférieur.

Les arcs de Parry furent d'abord décrits par Sir William Edward Parry (1790–1855) en 1820 durant l'une de ses expéditions en Arctique à la recherche du passage du Nord-Ouest. Ses navires pris dans les glaces le forcèrent à passer l'hiver à l'île Melville (Nunavut, Canada). Le 8 avril, il fit un croquis de plusieurs halos visibles à ce moment : petit halo, parhélie, un arc tangent inférieur, un grand halo, un arc circumzénithal, un arc tangent supérieur légèrement faussé et un arc de Parry.
Les arcs de Parry sont des phénomènes optiques plutôt faibles mais très colorés. La portion plus près du Soleil est rouge-orange et celle à l'opposé montre des teintes de bleu. Leur forme varie avec l'angle d'élévation du Soleil,, : 
- À très basse élévation, seul l'arc supérieur est très faiblement visible et prend une forme convexe (dit « sunvexe ») en V, dont le focus est opposé au Soleil, au-dessus du petit halo ;
- Ils sont surtout visibles à une élévation du Soleil au-dessus de l'horizon entre 15° et 40°. L'arc supérieur prend alors une forme concave (dit « suncave ») tangentielle mais ne touchant pas le petit halo, alors que l'arc convexe disparaît. L'arc inférieur est lui convexe sous le petit halo ;
- Dans des cas très rares, ils peuvent être observés à grand angle d'élévation. L'arc supérieur reste concave mais celui inférieur est convexe. Lorsque cet angle est de 50°, ce dernier se retrouve sous le petit halo, mais à 71°, il le touche.

## Formation

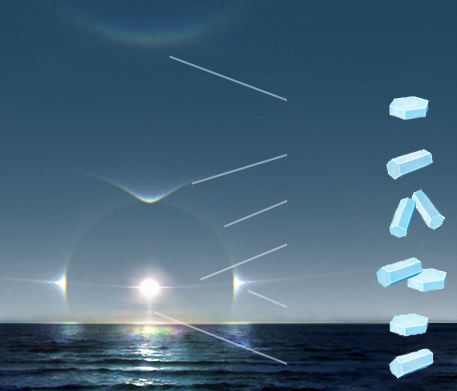
Relation entre le type de halo et l'orientation des cristaux de glace. Les cristaux hexagonaux (second à partir du haut) donnent les arcs tangents (visible) et de Parry (invisible).

Les arcs de Parry sont produits par le passage de la lumière solaire ou lunaire dans un nuage (cirrus) ou du poudrin de glace contenant des cristaux de glace en forme de colonnes hexagonales où les faces supérieures et inférieures du prisme sont orientées horizontalement. Cette orientation est responsable de plusieurs halos rares, la particularité de chacun venant de la trajectoire de la lumière à travers le prisme. 
Dans le cas des arcs de Parry, celle-ci entre par une des faces et en ressort par une autre dont l'angle diffère de 60° et se retrouvent au-dessus et en dessous de l'axe solaire entre les petits et grands halos. Lorsque des arcs tangents et circumzénithaux très brillants sont présents, il y a une bonne chance de voir des arcs de Parry car ces trois utilisent des cristaux à orientation similaire.
Le mécanisme qui oriente les cristaux de glace fut sujet à plusieurs théories jusqu'à des essais en laboratoires récents qui ont montré que cela se produisait quand des cristaux aplatis (scalènes), mais de section hexagonale, se formait dans les nuages. Ceux-ci ont une préférence à tomber horizontalement alors que les cristaux hexagonaux à angles égaux tombent verticalement.